# Villa del Rosario (Kolumbia)
Villa del Rosario – miasto w Kolumbii, w departamencie Norte de Santander.